# Костаки, Анастасия
 Анастасия Костаки  (греч. Αναστασία Κωστάκη; род. 26 марта 1978, Афины, Греция) — греческая профессиональная баскетболистка, выступавшая на позиции защитника. Неоднократная участница многих международных соревнований в составе национальной сборной Греции, участник Олимпийских игр. Первая баскетболистка Греции, выступавшая в женской НБА и чемпионате России.

## Биография
Костаки Анастасия воспитанница афинского баскетбола, она начала играть в возрасте девяти лет.  Постоянно совершенствуя свою игру в афинских клубах, Анастасия в 21 год дебютировала за национальную сборную в игре 19 мая 1999 года со сборной Ирландией. После двух подряд «бронзовых» сезонов в чемпионате Греции, баскетболистка поехала покорять Европу, выступая за команды из Италии и Франции. В сезоне 2005/06, будучи лидером команды «Пэйс-дЭкс Баскет», дошла до финала Кубка Европы, где в финале проиграла «Спартаку» из Видного. В том розыгрыше Анастасия была не только лучшей в своей команде по очкам (16,2 в среднем за матч), времени нахождения на площадке (36,5 мин.), перехватам (73), но и признана лучшей среди всех игроков по атакующим передачам в среднем за матч – 7,1. Затем её ждал дебют в WNBA за «Хьюстон Кометс», где за 32 игры в регулярном первенстве она показала следующие показатели: 67 очков, 25 подборов, 19 передач и 7 перехватов. После столь успешного сезона Костаки получила приглашение из России выступать за самарский «ЦСКА». Но в конце декабря 2006 года, отыграв 9 матчей, клуб решился расторгнуть контракт по взаимному согласию. Главный тренер Игорь Грудин так прокомментировал ситуацию::

Костаки - девушка чересчур амбициозная, высокомерная и капризная. Она так и не нашла контакта с подругами по команде, держалась подчеркнуто обособленно. Ей было трудно адаптироваться в команде и по другим причинам. Она всегда играла в командах, которые базировались в южных городах, у моря, и самарский климат ей совершенно не подходил. К тому же везде, где бы Анастасия не играла, она была лидером. А здесь не попадала в стартовый состав, поскольку не вписывалась в нашу игровую концепцию.

Правда Костаки не уехала далеко, а закончила этот сезон в другом российском клубе – в подмосковном «Динамо». За период с 2007 по 2011 год она сменила 7 клубов, в основном играя не полный сезон за команду, а его часть. Завершила карьеру игрока в швейцарской команде «Здент Хелиос».
Участница Олимпиады в 2004 году, имея лучший показатель в команде по передачам (32), игрового времени (238мин.) и второй показатель по набранным очкам (106). Выступала на 3-х чемпионатах Европы: 2001, 2003, 2007.

## Достижения
- Бронзовый призёр чемпионата Греции: 1998, 2001, 2002, 2009, 2014
- Финалист Кубка Европы ФИБА: 2006